# 카리타 로마나

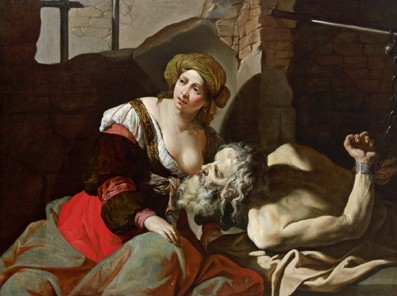
Roman Charity: 베르나르디노 메이의 작품

카리타스 로마나(라틴어: Caritas Romana) 또는 카리타 로마나(이탈리아어: Carità Romana) 또는 사이먼과 페로(Cimon and Pero)는 딸이 아버지에게 젖을 먹인 실제 이야기이다. 그림으로도 제작되어 있다.